# Repräsentantenhaus von Georgia

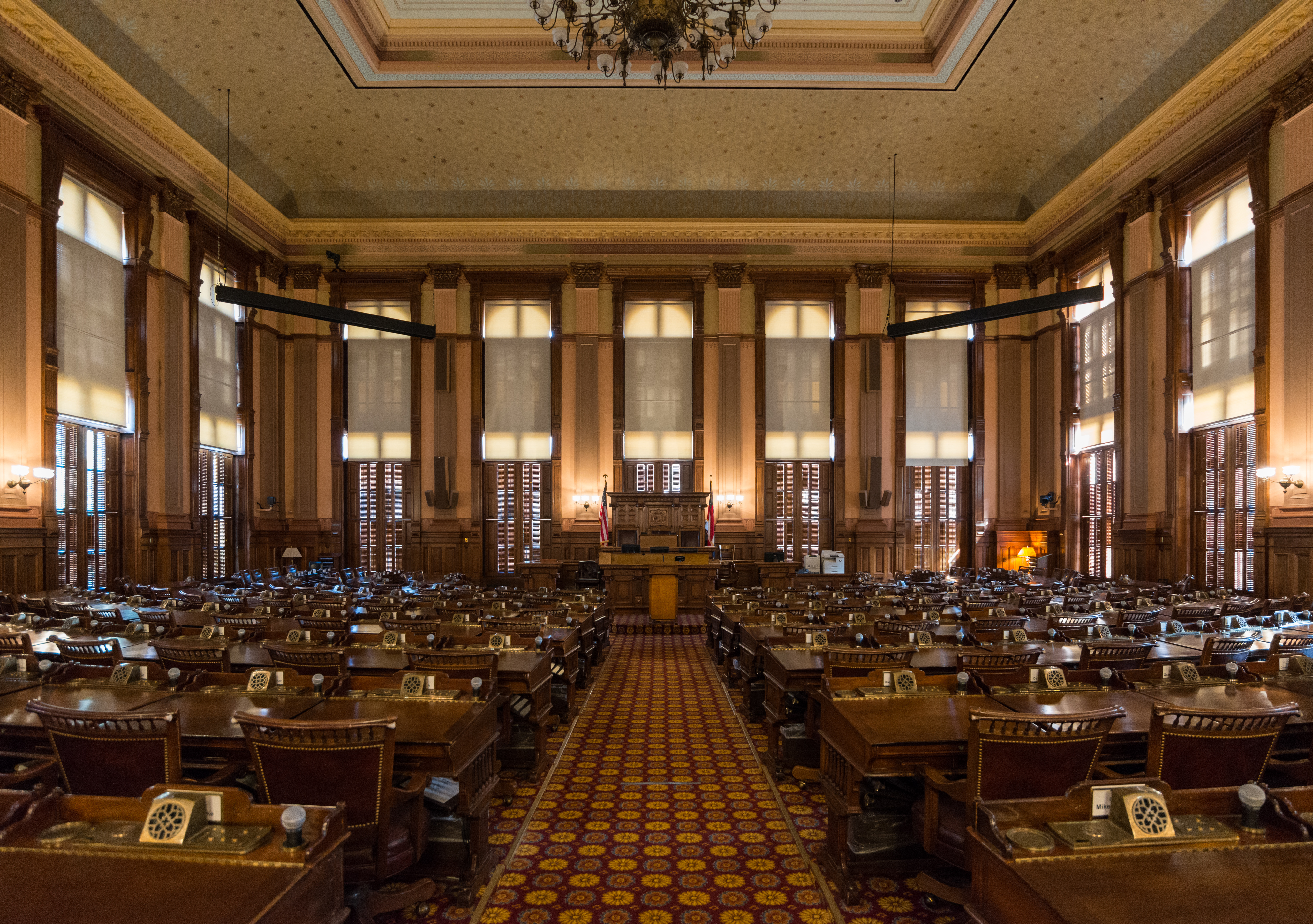
Plenarsaal

Das Repräsentantenhaus von Georgia (Georgia House of Representatives) ist das Unterhaus der Georgia General Assembly, der Legislative des US-Bundesstaates Georgia.
Die Parlamentskammer setzt sich aus 180 Abgeordneten zusammen, die jeweils einen Wahldistrikt repräsentieren. Die Abgeordneten werden jeweils für zweijährige Amtszeiten gewählt; eine Beschränkung der Amtszeiten existiert nicht. Die Wahlen finden am ersten Dienstag nach dem ersten Montag im November in den geradzahligen Jahren statt.
Der Sitzungssaal des Repräsentantenhauses befindet sich gemeinsam mit dem Staatssenat im Georgia State Capitol in der Hauptstadt Atlanta.

## Struktur der Kammer
Vorsitzender des Repräsentantenhauses ist der Speaker of the House. Er wird zunächst von der Mehrheitsfraktion der Kammer gewählt, ehe die Bestätigung durch das gesamte Parlament folgt. Der Speaker ist auch für den Ablauf der Gesetzgebung verantwortlich und überwacht die Abstellungen in die verschiedenen Ausschüsse. Speaker ist Jon G. Burns, Abgeordneter der Republikaner aus dem 158. Wahlbezirk. Ferner gibt es das Amt des Speaker pro tempore, dessen Amtsinhaber die Stelle des Speakers nur dann übernimmt, wenn dieser stirbt, zurücktritt oder nicht in der Lage ist, aufgrund eines persönlichen Gebrechens, sein Amt auszuüben. Jan Jones, republikanische Abgeordnete aus dem 47. Wahlbezirk, hat das Amt inne.
Weitere wichtige Amtsinhaber sind der Mehrheitsführer (Majority leader) und der Oppositionsführer (Minority leader), die von den jeweiligen Fraktionen gewählt werden. Die republikanische Mehrheitsfraktion wird von Chuck Efstration aus dem 104. Wahlbezirk angeführt, Minority leader der Demokraten ist James Beverly aus dem 143. Wahlbezirk. Der Mehrheitsführer entscheidet, welche Gesetzesvorlagen zu Erörterung auf die Tagesordnung des Speakers kommen. Ferner managt er die Debatten und die Kammerabstimmungen.

## Liste der Ausschüsse
| - Agriculture and Consumer Affairs - Judiciary - Appropriations - Judiciary - Non-Civil - Banks and Banking - Legislative and Congressional Reapportionment - Children and Youth - MARTOC - Defense and Veterans Affairs - Motor Vehicles - Economic Development and Tourism - Natural Resources and Environment - Education - Public Safety - Ethics - Public Utilities and Telecommunications - Game, Fish, and Parks - Regulated Industries | - Governmental Affairs - Retirement - Health and Human Services - Rules - Higher Education - Science and Technology - Human Relations and Aging - Special Rules - Industrial Relations - State Institutions and Property - Information and Audits - State Planning and Community Affairs - Insurance - Transportation - Interstate Cooperation - Ways and Means - Intragovernmental Coordination |

## Zusammensetzung nach der Wahl im Jahr 2022
| Partei | Partei                 | Abgeordnete |
| ------ | ---------------------- | ----------- |
|        | Republikanische Partei | 102         |
|        | Demokratische Partei   | 78          |
| Summe  | Summe                  | 180         |